# Ignác Filip Semmelweis
Ignác Filip Semmelweis (maďarsky Semmelweis Ignác Fülöp, německy Ignaz Philipp Semmelweis; 1. července 1818 Budín, dnes část Budapešti – 13. srpna 1865 Döbling, dnes součást Vídně) byl maďarský lékař (původem uherský Němec) pracující v porodnictví, který se zabýval zkoumáním příčin epidemií horečky omladnic v nemocnicích. Vyslovil teorii, že nákazu přenáší sami lékaři při přecházení mezi pitevnou a jinými odděleními. Formuloval zásady antisepse, jejichž dodržování šíření nemoci bránilo a které se postupně staly obecným nemocničním standardem. Vysloužil si přízvisko „Zachránce matek“.

## Životopis

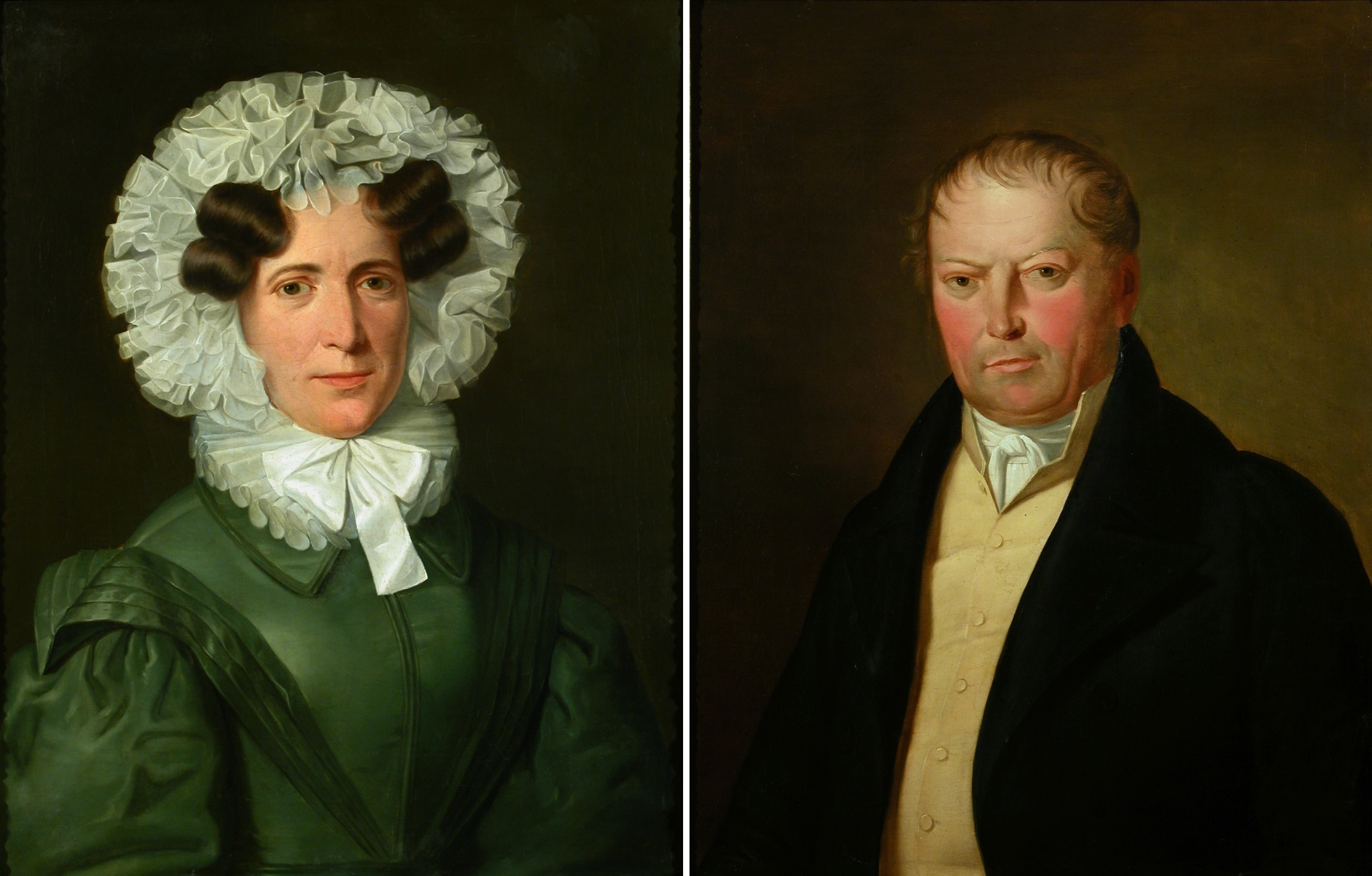
Teréz Müller a József Semmelweis (1778–1846), rodiče Ignáce Semmelweise

Ignác Semmelweis se narodil 1. července 1818 v Budíně (dnes Buda v Budapešti). Byl pátým z deseti dětí v rodině Józsefa Semmelweise (1778–1846) a Teréz Müllerové. Měl německé předky, jeho otec byl uherský Němec narozený v Kismartonu, tehdy v Uherském království (nyní Eisenstadt, Rakousko), a matka etnická Němka z Budína. Otec v roce 1806 získal v Budíně občanství a ještě téhož roku si otevřel velkoobchod s kořením a běžným spotřebním zbožím. Firma nesla název Zum weißen Elefanten (U bílého slona) a sídlila v Meindlově domě (dnešní Semmelweisovo muzeum historie medicíny v Budapešti). V roce 1810  se již jako bohatý muž oženil se s Teréz Müllerovou, dcerou stavitele kočárů Fülöpa Müllera.

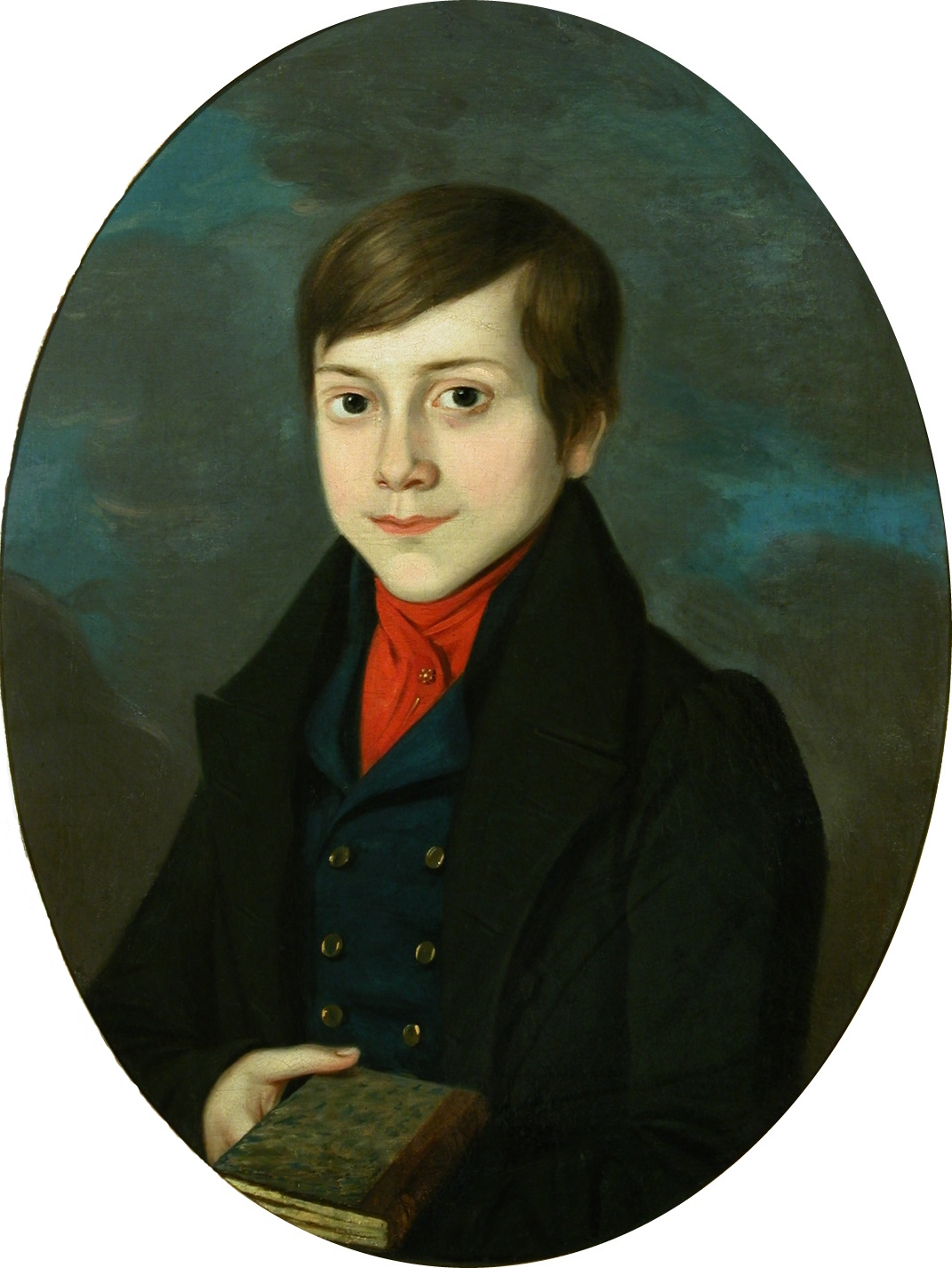
Ignác Semmelweis v dětství

Ignác v roce 1835 absolvoval piaristické gymnázium v Budíně jako druhý nejlepší žák. Na podzim roku 1837 začal studovat práva na vídeňské univerzitě, ale již v následujícím roce přestoupil na medicínu. Titul doktora medicíny získal v roce 1844. Jeho disertační práce byla na botanické téma nesoucí latinský název Tractus de vita plantatarum (Pojednání o životě rostlin). Později, poté co se mu nepodařilo získat místo na klinice vnitřního lékařství, se rozhodl specializovat na porodnictví. Ucházel se místo na porodnické klinice vídeňské Všeobecné nemocnice, kde mu šéf kliniky profesor Klein dovolil, aby docházel jako aspirant, dokud se na klinice neuvolní místo, na což musel čekat rok a půl.

### Výzkum
Ještě v době, kdy byl Semmelweis na gymnáziu, byla porodnická klinika vídeňské všeobecné nemocnice rozdělena na dvě oddělení – I. kliniku, kterou vedl profesor Johann Klein (1788–1856) a II. kliniku pod vedením profesora Franze Xavera Bartscheho (1800–1861). Obě kliniky nejprve působily za stejných podmínek, se stejnými metodami a vykazovaly stejné výsledky. V roce 1840 však bylo odděleno vzdělávání lékařů a porodních asistentek – lékaři praktikovali na I. Kleinově klinice a porodní asistentky na II. Bartschově klinice. Na I. klinice byla úmrtnost rodiček mnohem vyšší, než na klinice porodních asistentek. Rodičky umíraly na horečku omladnic, což je horečnaté onemocnění způsobené vniknutím bakterií do rodidel ženy, obvykle prostřednictvím rukou nebo nástrojů porodníka, které pak způsobí životu nebezpečné onemocnění a celkovou sepsi. Před objevením antibiotik přesahovala úmrtnost na toto onemocnění 80%. 
Semmelweis, stejně jako celá Vídeň, věděl o vysoké úmrtnosti matek na I. lékařské klinice. Ve své knize popsal strach některých žen, které se natolik bály rodit na tomto oddělení, že často klečící a lomící rukama prosily o propuštění, protože věděly, že lékařské ošetření je předzvěstí smrti. Ale zatímco Semmelweis hledal vysvětlení, jeho nadřízený Klein hleděl pouze na vylepšení nelichotivé statistiky, překládáním umírajících pacientek na jiná oddělení. Důvodem proč ženy na kliniku stále docházely i navzdory strachu ze smrti bylo bezplatné ošetření pro ženy bez prostředků, a možnost zanechat dítě po porodu na klinice, což byla hlavní přitažlivost klinik, neboť v roce 1847 se polovina dětí ve Vídni rodila mimo manželství. Neprovdané matky, které se nechtěly nebo nemohly postarat o dítě, jej tak mohly dát do nalezince, ale pouze za podmínky, že se narodilo na klinice. Ženy se také uchylovaly ke lsti, kdy porodily doma nebo na ulici a pak spěchaly na kliniku, aby takto unikly nebezpečné péči lékařů a jejich dítě mohl převzít nalezinec, jako kdyby se narodilo na klinice. Právě u takových žen si Semmelweis všiml, že většinou unikají nákaze horečkou omladnic.
K rozpoznání příčiny horečky omladnic jej nakonec dovedly dva zážitky. Jedním bylo přechodné propuštění z místa druhého asistenta od listopadu 1846 do března 1847 a druhým bylo úmrtí soudního lékaře Jakoba Kolletschky. V pětiměsíčním období po Semmelweisově propuštění klesla úmrtnost matek z více něž 10% na 3%, což byla stejná úroveň jako na klinice porodních asistentek. Když se Semmelweis vrátil, zvýšila se úmrtnost už po prvním měsíci jeho služby na 17% smrtelných případů. Pochopil tak, že příčinou horečky omladnic je on sám. Smrt Kolletchka a přečtení jeho chorobopisu se stalo druhým faktorem pro pochopení souvislostí. Kolletschka při pitevním cvičení píchl do prstu jeden z jeho žáků. Poté jej postihlo onemocněním vykazujícím totožné příznaky jako u rodiček umírajících na horečku omladnic. Semmelweis pochopil, že obojí musí spojovat stejná příčina, kterou byly pitvy mrtvých těl. Na I. oddělení lékařské fakulty se hodně pitvalo, a zvlášť Semmelweis pitval denně. Asistenti a lékaři přicházející do styku s mrtvými těly, poté vyšetřovali ženy a prováděli vizitu. Obyčejné mytí mýdlem nemohlo zamezit přenášení bakterií, které se tak mohly přenášet dál k pacientkám. Semmelweis o bakteriích nic nevěděl, hovořil o „rozložených organických látkách”. Nejotřesnější pro něj bylo zjištění, že příčinou horečky omladnic byli sami lékaři, včetně jeho samého, kdo přenášel infekci zemřelých na živé. Důkazem o tom byl i nepříjemný zápach, který nešel umýt a lpěl na rukou ještě dlouhé hodiny. Nejlépe ho zaháněly roztoky chlóru, proto Semmelweis pro všechny zavedl mytí chlorovým vápnem. Úspěch se dostavil okamžitě. Úmrtnost po dvou měsících klesla ze 17% na 1,2%. Od té doby epidemie horečky omladnic na vídeňské porodnické klinice skončila.
Navzdory působivým výsledkům se Semmelweis ve Vídni nedočkal žádného uznání. Jeho kolegové si odmítali připustit, že by za smrtí pacientek mohli stát oni sami a zpočátku nové učení ignorovali. Další lékaři tuto pravdu neunesli – např. profesor Gustaf Michaelis, který jeho postupy přijal a úspěšně je zavedl na svém pracovišti, spáchal sebevraždu (mezi ženami, které dříve po porodu u něj zemřely na horečku omladnic, byla i jeho milovaná neteř). Koncem března 1849 Semmelweisovi nebyla prodloužena smlouva. V roce 1850 zklamaně opustil Vídeň a vrátil se do Budapešti. K Semmelweisovu neúspěchu ohledně přijetí jeho inovace ovšem kromě konzervativismu a domýšlivosti jeho kolegů přispěla i jeho popudlivá, vztahovačná povaha a neschopnost zpracovat svá přesná pozorování a experimenty do vědecky přijatelné podoby.

### Další život
V roce 1851 nastoupil jako řídící na porodnické oddělení nemocnice sv. Rocha v Pešti. Ihned zavedl svá hygienická opatření, čímž okamžitě srazil výskyt horečky omladnic na minimum – v období let 1851–1855 zaznamenal pouze 8 úmrtí. Roku 1855 se stal profesorem porodnictví na pešťské univerzitě, a také zde úspěšně aplikoval své zásady. Ani tyto úspěchy ale nepřesvědčily jeho kolegy o správnosti jeho postupu.

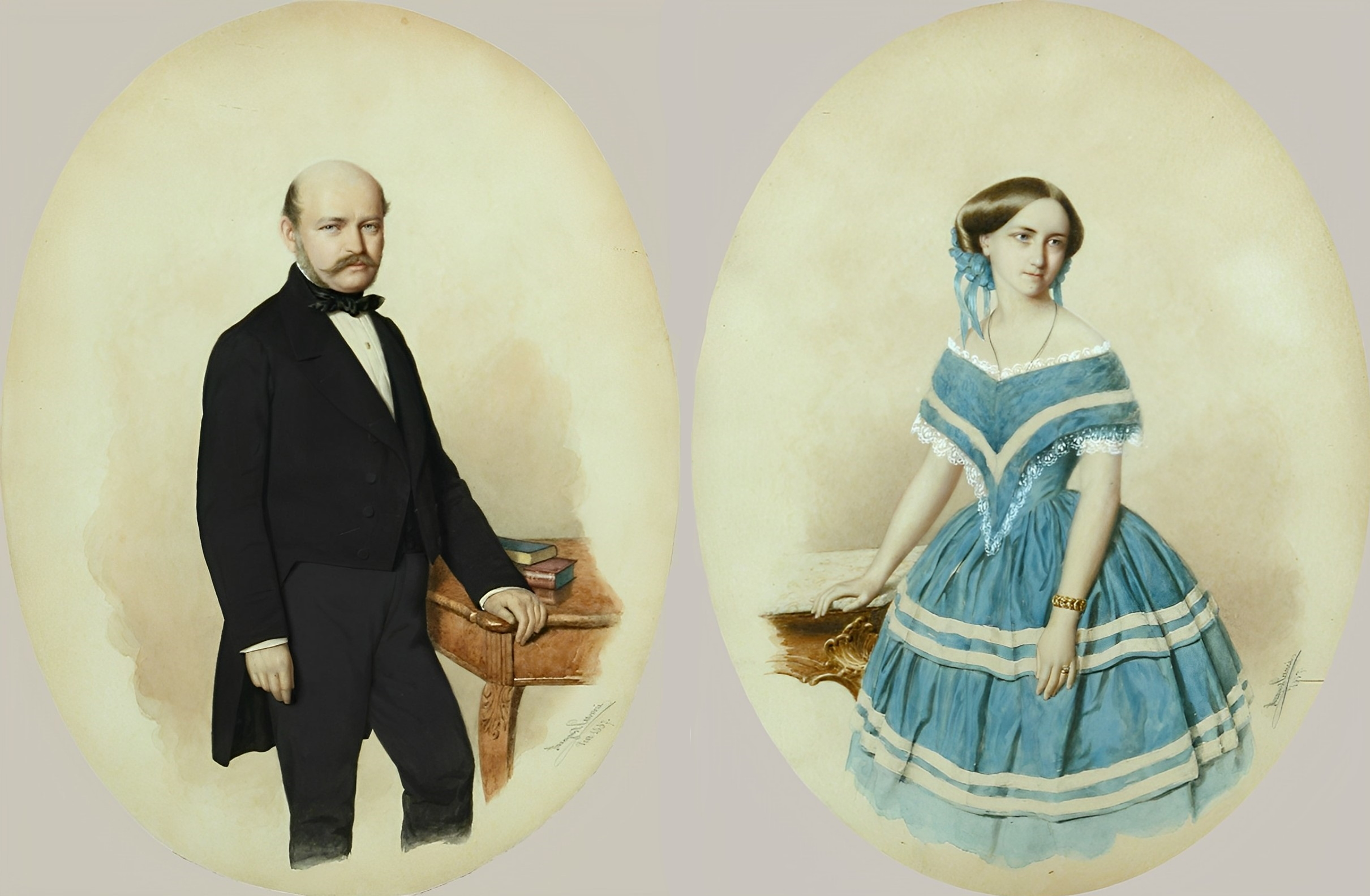
Svatební portrét Ignáce Semmelweise a Marie Weidenhoffer (1857)

V roce 1857 odmítl místo profesora v Curychu. V téže době se oženil s Marií Weidenhoffer (1837–1910), s níž měl 5 dětí, z nichž tři se nedožily dospělosti:  Ignác (* 1858) – zemřel po 36 hodinách; Mariska (* 1859) – zemřela po půl roce na zánět pobřišnice; Margit (* 1861); Bela (* 1862) – zemřela ve věku 23 let, kdy spáchala sebevraždu; Antonia (* 1864). Manželka i děti si nechaly své příjmení maďarizovat na Szemerenyi. Mužští potomci větve Lehoczky naopak později přijali jméno Lehoczky-Semmelweis.
Kolem roku 1860 u Semmelweise začaly propukat příznaky nemoci. V této době dopisoval knihu Etiologie, pojem a profylaxie horečky omladnic a začal také formulovat Otevřené dopisy v nichž obžalovává všechny porodníky, tedy protivníky svého učení o hygieně z ignorace a spoluviny na smrti mnoha mladých matek. Na těchto dopisech se ukazuje celková proměna jeho charakteru. Jejich tón je velmi razantní až agresivní, což naznačuje na znaky narušené psychiky. Životopisci se neshodují na konkrétním onemocnění, které bylo přesnou příčinou jeho onemocnění. Hans Bankl, patolog a autor knihy Obyčejné nemoci neobyčejných je přesvědčený, že Semmelweisovou nemocí byl syfilis. Třetí stádium této nemoci by vysvětlovalo změny chování a příznaky mozkové choroby. Jindy jsou tyto změny dávány za následek deprese a Semmelweisově zoufalému boji o odborné uznání jeho teorie, spolu s pocitem viny za předešlou smrt mnoha pacientek.
V roce 1865 se jeho chování stalo pro okolí tak nesnesitelným, že byl přes svůj odpor převezen do psychiatrického ústavu pro choromyslné v Lazarettgasse. Kvůli opakovaným záchvatům zuřivosti mu byla nasazena svěrací kazajka. Jeho stav se rychle zhoršoval a po dvou týdnech pobytu zde 13. srpna 1865 zemřel. Bylo mu 47 let.
Dne 14. srpna 1865 byla provedena pitva Semmelweisova těla. Jsou o ní k dispozici dva zcela odlišné pitevní protokoly. Bankl se domnívá, že účelem jednoho z nich bylo zastřít nežádoucí diagnózu sifilidy, která byla považována za hanebnou a potupnou. Uváděn je v něm snětivý rozklad prostředníku na pravé ruce, který byl uveden i v Semmelweisově chorobopisu po přijetí ústavu pro choromyslné. O jeho nepředvídatelném a rychlém skonu se tak rozšířila fáma, že zemřel na stejnou nemoc, kterou objevil. Šlo však spíše přidruženou infekci k již pokročilé chorobě.
Semmelweis byl pochován na Schmelzerově hřbitově ve Vídni. V roce 1891 byly jeho ostatky převezeny zpět do vlasti. V roce 1894 mu byl udělen čestný hrob v Budapešti.

## Posmrtné uznání

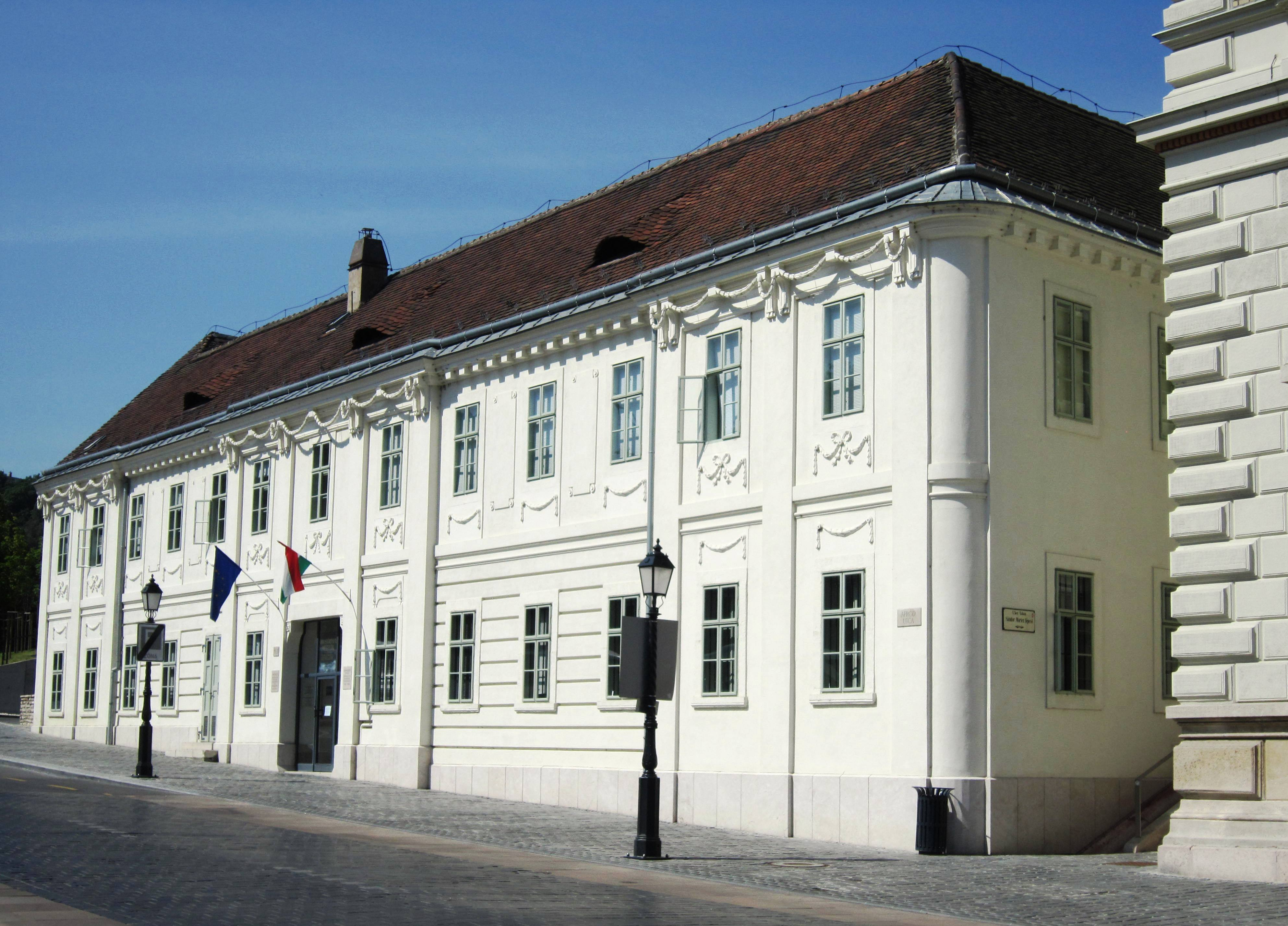
Rodný dům, dnešní Semmelweisovo muzeum historie medicíny v Budapešti

Semmelweisova teorie a zejména praktická opatření došly obecného přijetí teprve s Pasteurovým objevem mikroskopických původců infekce.
Dnes se Ignác Semmelweis řadí mezi nejvýznamnější lékaře 19. století a je po něm pojmenována mj. lékařská univerzita v Budapešti a stanice na lince metra M3 (Semmelweis Klinikák).